# Svenska mästerskapen i dressyr 2001
Svenska mästerskapen i dressyr 2001 avgjordes i Helsingborg. Tävlingen var den 51:e upplagan av Svenska mästerskapen i dressyr.

## Resultat
| Placering | Ryttare          | Häst            |
| --------- | ---------------- | --------------- |
| 1         | Jan Brink        | Björsells Briar |
| 2         | Louise Nathhorst | Guinness        |
| 3         | Minna Telde      | Björsells Sack  |
| 4         | Lotta Wallin     | La Fayette      |
| 5         | Ulla Håkanson    | Bobby           |
| 6         | Gunilla Byström  | Alexia          |